# Barahona
Barahona är en provins i sydvästra Dominikanska republiken, med kust mot Karibiska havet. Provinsen har cirka 227 000 invånare. Den administrativa huvudorten är Santa Cruz de Barahona.

## Administrativ indelning
Provinsen är indelad i elva kommuner:
- Barahona, Cabral, El Peñón, Enriquillo, Fundación, Jaquimeyes, La Ciénaga, Las Salinas, Paraíso, Polo, Vicente Noble